# Самохин, Даниэль
Даниэль Самохин (ивр. דניאל סמוכין‎; род. 12 марта 1998 года, Тель-Авив, Израиль) — израильский фигурист, чемпион мира среди юниоров (2016 год), двукратный чемпион Израиля в 2015 году и 2019, двукратный вице-чемпион своей страны (2016 и 2017 годы).
По состоянию на 24 августа 2018 года занимает 28-е место в рейтинге Международного союза конькобежцев (ИСУ).

## Биография
Даниэль Самохин родился в 1998 году в Тель-Авиве. Его отец тренер по фигурному катанию, это дало Даниэлю возможность начать заниматься данным видом спорта уже с трёх лет. Его кумиром был Евгений Плющенко. Семья вскоре перебралась в США и он продолжил занятие фигурным катанием с новым тренером Пашкевичем. Затем вернулся к отцу.
В январе 2013 Самохин получил право выступить на первенстве США среди новичков. Однако он выбрал выступления за Израиль. На юниорских этапах Гран-при он привёз своей сборной бронзовую медаль. В этот же сезон он выступил и в Софии на юниорском чемпионате мира.
Следующий сезон для Самохина начался не совсем удачно. На этапах юниорского Гран-при он не попал в число лидеров, однако сумел стать чемпионом Израиля. В это же время начал выступать и среди взрослых, дебютировав в Германии на турнире Небельхорн. Израиль на европейское первенство имел квоту двух одиночников. Самохин поехал вторым номером и замкнул десятку, обойдя многих известных фигуристов. В этом же сезоне в марте в Таллине выступал на юниорском чемпионате мира, завоевал для израильской сборной квоту двух фигуристов.
В июне, перед новым сезоном, ИСУ заявил Самохина на один из этапов Гран-при. Однако Даниэль решил выступить вновь полноценно в юниорской серии Гран-при. Здесь фигурист выступил очень успешно и сумел пробиться в финальный турнир, став первым израильским одиночником вышедшем в финал. Сезон же 2015/2016 фигурист начал в августе в Анахайме, где он финишировал в конце десятки. В сентябре также ему удалось выиграть взрослый турнир в США. В октябре удалось прийти вторым на турнире Мордовские узоры в Саранске. В начале декабря в Барселоне на самом финале занял пятое место. Через неделю он выступает на национальном чемпионате, где не сумел защитить титул чемпиона. В конце января фигурист выступал на европейском чемпионате в Братиславе и показал превосходное катание в короткой программе, улучшив свои прежние достижения и только волнения в произвольной не позволили ему подняться выше седьмого места. Совсем по другому через полтора месяца сложилась ситуация в Дебрецене на юниорском чемпионате мира. После короткой программы израильский фигурист занимал место в конце десятки, но превзошёл себя в произвольной (превысил своё прежнее достижение) и сумел выбить из равновесия всех своих конкурентов, которые выступали после него. Так он стал первым израильским фигуристом, выигравшем золотую медаль на чемпионате ИСУ.
Новый предолимпийский сезон израильский фигурист начал в Монреале на турнире Autumn Classic International, где выступил не совсем удачно и занял шестое место. Полностью провальным оказалось его выступление в октябре на турнире Finlandia Trophy, где он при небольшом количестве участников не сумел пробиться в дюжину фигуристов. В конце октября израильский фигурист дебютировал на этапе Гран-при в Миссиссоге, где на Кубке федерации Канады занял место в середине турнирной таблицы. В середине ноября он принял участие на своём втором в этом сезоне этапе Гран-при в Пекине, где на Кубке Китая после короткой программы он был вторым, однако провалил произвольную и занял место в конце турнирной таблицы. В начале декабря Даниэль выступил в Хорватии на турнире Золотой конёк Загреба, где он выиграл короткую программу, но провалил произвольную и занял второе место. На национальном чемпионате он как и год назад занял второе место. Полное фиаско ждало Даниэля в Остраве на европейском чемпионате. По прибытии в Чехию выяснилось, что его багаж (где были коньки) утерян. Израильский фигурист купил новые, но они ему не подошли, и он пропустил все тренировки. В конце-концов за несколько часов до старта прибыл его брат Станислав, у которого были свои коньки. Даниэль выступал на коньках брата и не сумел пройти в финальную часть. В середине марта он выступал в Тайбэе на юниорском мировом чемпионате, где провалил короткую программу (занимал 16 место), однако сумел собраться на произвольную, где выиграл малую серебряную медаль и в итоге финишировал шестым. При этом он незначительно улучшил свои прежние спортивные достижения в произвольной программе.

## Карьера в олимпийский сезон
В сентябре израильский одиночник начал олимпийский сезон в Солт-Лейк-Сити, где на турнире U.S. International Figure Skating Classic выступил не совсем удачно, занял десятое место. Через месяц он выступил в серии Гран-при на российском этапе, где фигурист финишировал последним. Через неделю в Минске на турнире серии «Челленджер», ему удалось выступить более удачно и финишировал с бронзовой медалью. Однако после короткой программы снялся с американского этапа Гран-при. На континентальном чемпионате в очередной раз в Москве Самохину не удалось войти в финальную часть. В середине февраля в Канныне на личном турнире Олимпийских игр Самохин улучшил своё прежнее достижение в сумме и произвольной программе. Финишировал в начале второй десятки фигуристов.

## Спортивные достижения
| Соревнования/Сезон                  | 2013—2014 | 2014—2015 | 2015—2016 | 2016—2017 | 2017—2018 |
| ----------------------------------- | --------- | --------- | --------- | --------- | --------- |
| Зимние Олимпийские игры             |           |           |           |           | 13        |
| Чемпионаты мира                     |           |           |           |           | 20        |
| Чемпионаты Европы                   |           | 10        | 7         | 33        | 26        |
| Этапы Гран-при: Skate Canada        |           |           |           | 5         |           |
| Этапы Гран-при: Кубок Китая         |           |           |           | 8         |           |
| Этапы Гран-при: Кубок Ростелекома   |           |           |           |           | 12        |
| Этапы Гран-при: Skate America       |           |           |           |           | WD        |
| Nebelhorn Trophy                    |           | 11        |           |           |           |
| Finlandia Trophy                    |           |           |           | 13        |           |
| Кубок Вольво                        |           | 4         |           |           |           |
| Мордовские узоры                    |           |           | 2         |           |           |
| U.S. Classic                        |           |           | 1         |           | 10        |
| Трофей Таллина                      |           | 2         |           |           |           |
| Золотой конёк Загреба               |           |           |           | 2         |           |
| Турнир в Монреале                   |           |           |           | 6         |           |
| Все звёзды (Минск)                  |           |           |           |           | 3         |
| Турнир в Калифорнии                 |           |           | 8         |           |           |
| Кубок Тироля                        |           |           |           | 3         |           |
| Чемпионаты Израиля                  |           | 1         | 2         | 2         |           |
| Чемпионаты мира (юниоры)            | 12        | 8         | 1         | 6         |           |
| Юниорский финал Гран-при            |           |           | 5         |           |           |
| Этапы юниорского Гран-при: Хорватия |           | 16        |           |           |           |
| Этапы юниорского Гран-при: Чехия    | 4         |           |           |           |           |
| Этапы юниорского Гран-при: Мексика  | 3         |           |           |           |           |
| Этапы юниорского Гран-при: Словения |           | 8         |           |           |           |
| Этапы юниорского Гран-при: Испания  |           |           | 2         |           |           |
| Этапы юниорского Гран-при: США      |           |           | 2         |           |           |

- WD — спортсмены снялись с соревнований.

## Семья
Отец Даниэля (Игорь) тренер по фигурному катанию, мама хореограф. Его брат Станислав также занимался фигурным катанием, дважды принимал участие в российском чемпионате, затем представлял Израиль на международной арене.